# Native
Native (en español: "Nativo") es el tercer álbum de estudio banda estadounidense de pop rock OneRepublic. Fue lanzado el 22 de marzo de 2013 en Alemania e Irlanda, el 25 de marzo en todo el mundo, excepto en América del Norte a donde llegó al día siguiente. Se había  planeado originalmente que el álbum fuera lanzado a finales de 2012, con el sencillo principal "Feel Again", que se lanzó el 27 de agosto del mismo año. Sin embargo, debido a que el álbum no se completó en ese momento, se retrasó hasta principios de 2013. "Feel Again" fue calificado más tarde como un sencillo promocional, y el 8 de enero de 2013, "If I Lose Myself" se lanzó como el primer sencillo para el álbum.
El sencillo más exitoso fue el tercero titulado "Counting Stars", que alcanzó el número dos en el Billboard Hot 100, convirtiéndose en su éxito más alto desde que "Apologize" que alcanzó su punto más alto de la tabla en 2007. También se ha convertido en su mayor éxito en el Reino Unido—lideró las listas allí durante dos semanas no consecutivas—  y se ha posicionó dentro de los diez primeros lugares en nueve países, incluidas los cinco mejores en Australia, Alemania, Irlanda y Nueva Zelanda. El cuarto sencillo del álbum, "Something I Need", ha sido certificado 3× Platino en Australia y Oro en Nueva Zelanda, alcanzando el top 5 en ambos países. El quinto sencillo "Love Runs Out" se ubicó entre los primeros 5 en trece países, incluido el Reino Unido, mientras que el sexto y último sencillo "I Lived" fue un éxito menor.
El álbum recibió críticas positivas de los expertos. Se logró ubicar en el top 20 en once países en todo el mundo. Ha sido certificado Platino en los Estados Unidos, Australia y el Reino Unido.

## Antecedentes
El 4 de febrero de 2012, OneRepublic anunció a través de Twitter que su tercer álbum estaba previsto para ser lanzado en el otoño de 2012, con un nuevo sencillo. Una nueva canción, titulada "Life in Color" se usó en un comercial Ralph Lauren de 2012 para la nueva colección de fragancias femeninas "Big Pony". Esta es la segunda vez que una de las canciones de la banda se ha utilizado en un anuncio de Ralph Lauren, después de la canción "Secrets" que fue utilizada en la promoción de la colección de fragancias masculinas "Big Pony" en 2011. A pesar de los rumores de que "Life in Color" sería lanzado como el primer sencillo del nuevo álbum, OneRepublic anunció a través de Twitter el 17 de marzo de 2012 que esta canción podría ser un sencillo en algún momento, pero no el primero. El sencillo "Feel Again" fue lanzado en radio el 27 de agosto. Una porción de los ingresos de las ventas del sencillo fue donada a Save the Children. El video musical de "Feel Again" fue lanzado a Vevo el 28 de agosto. En septiembre de 2012, OneRepublic anunció que los títulos de las tres canciones restantes de su nuevo álbum son "Counting Stars", "Preacher" y "Something's Gotta Give". El 19 de septiembre de 2012, se anunció que su álbum de estudio tendría el nombre de Native. Se tenía previsto su lanzamiento en noviembre de 2012, pero fue retrasado y lanzado finalmente el 22 de marzo de 2013.
Su segundo sencillo "If I Lose Myself" fue lanzado el 8 de enero de 2013 y alcanzó el número 74 del Billboard Hot 100.
"Counting Stars" es su tercer sencillo y el más exitoso del álbum logrando el número uno en el Reino Unido y Canadá e ingresando en el top 5 del Billboard Hot 100 de los Estados Unidos, Alemania, Australia, España e Irlanda.
"Something I Need" fue anunciado como el cuarto sencillo cuyo video musical está dirigido por Cameron Buddy. Recibió el triple platino en Australia y platino en Nueva Zelanda.
En abril de 2014 se lanzó "Love Runs Out" como el quinto sencillo alcanzando la tercera ubicación en el Reino Unido.
"I Lived" fue lanzado como sexto sencillo en agosto de 2014. Originalmente estaba planeado para ser lanzado como el quinto sencillo pero decidieron optar por "Love Runs Out". En septiembre de 2014, se lanzó una versión remezclada por Arty.
"What You Wanted" fue seleccionada como la canción principal de la película "Bajo la misma estrella (película)", que se estrenó en el verano del 2014.

## Lista de canciones
| Native — Edición Estándar |                    |                                               |                                            |          |  |
| N.º                       | Título             | Escritor(es)                                  | Productor(s)                               | Duración |  |
| 1.                        | «Counting Stars»   | Ryan Tedder                                   | Tedder Noel Zancanella                     | 4:17     |  |
| 2.                        | «If I Lose Myself» | Tedder Benny Blanco Brent Kutzle Zach Filkins | Blanco Tedder Kutzle                       | 4:01     |  |
| 3.                        | «Feel Again»       | Tedder Kutzle Drew Brown Zancanella           | Tedder Kutzle Zancanella Brown             | 3:05     |  |
| 4.                        | «What You Wanted»  | Tedder Kutzle                                 | Tedder Kutzle                              | 4:01     |  |
| 5.                        | «I Lived»          | Tedder Zancanella                             | Tedder Zancanella                          | 3:55     |  |
| 6.                        | «Light It Up»      | Tedder Kutzle                                 | Tedder Kutzle                              | 4:10     |  |
| 7.                        | «Can't Stop»       | Tedder Jeff Bhasker Tyler Sam Johnson         | Bhasker Johnson Tedder Emile Haynie        | 4:09     |  |
| 8.                        | «Au Revoir»        | Tedder Kutzle                                 | Kutzle                                     | 4:50     |  |
| 9.                        | «Burning Bridges»  | Tedder Kutzle                                 | Zdar and Boombass Tedder Kutzle Zancanella | 4:17     |  |
| 10.                       | «Something I Need» | Tedder Blanco                                 | Blanco Tedder                              | 4:01     |  |
| 11.                       | «Preacher»         | Tedder Kutzle                                 | Tedder Kutzle                              | 4:08     |  |
| 12.                       | «Don't Look Down»  | Tedder Kutzle                                 | Kutzle                                     | 1:39     |  |

| Reedición estándar británica c/Bonus Track |                                             |                                 |                                          |          |  |
| N.º                                        | Título                                      | Escritor(es)                    | Productor(s)                             | Duración |  |
| 13.                                        | «If I Lose Myself» (Alesso vs. OneRepublic) | Tedder, Blanco, Kutzle, Filkins | Blanco, Tedder, Kutzle, Alesso (remixer) | 3:35     |  |

| Edición de lujo con Bonus Track |                                       |                                 |                                |          |  |
| N.º                             | Título                                | Escritor(es)                    | Producer(s)                    | Duración |  |
| 13.                             | «Something's Gotta Give»              | Tedder, Zdar, Boombass          | Cassius                        | 4:51     |  |
| 14.                             | «Life in Color»                       | Tedder, Kutzle                  | Aaron Sprinkle, Kutzle, Tedder | 3:22     |  |
| 15.                             | «If I Lose Myself» (Acoustic version) | Tedder, Blanco, Kutzle, Filkins | Kutzle                         | 3:50     |  |
| 16.                             | «What You Wanted» (Acoustic version)  | Tedder, Kutzle                  | Kutzle                         | 3:23     |  |
| 17.                             | «Burning Bridges» (Acoustic version)  | Tedder, Kutzle                  | Kutzle                         | 4:35     |  |

| International Amazon.com MP3 bonus track |                                      |                                   |                                                             |          |  |
| N.º                                      | Título                               | Escritor(es)                      | Producer(s)                                                 | Duración |  |
| 13.                                      | «Feel Again» (Fred Falke club remix) | Tedder, Kutzle, Brown, Zancanella | Tedder, Kutzle, Zancanella, Brown, Fred Falke (remezclador) | 6:25     |  |

| Reedición de lujo Británica |                                             |                                 |                                              |          |  |
| N.º                         | Título                                      | Escritor(es)                    | Productor(s)                                 | Duración |  |
| 13.                         | «Something's Gotta Give»                    | Tedder, Zdar, Boombass          | Cassius                                      | 4:51     |  |
| 14.                         | «Life in Color»                             | Tedder, Kutzle                  | Aaron Sprinkle, Kutzle, Tedder               | 3:22     |  |
| 15.                         | «If I Lose Myself» (Acoustic version)       | Tedder, Blanco, Kutzle, Filkins | Kutzle                                       | 3:50     |  |
| 16.                         | «What You Wanted» (Acoustic version)        | Tedder, Kutzle                  | Kutzle                                       | 3:23     |  |
| 17.                         | «Burning Bridges» (Acoustic version)        | Tedder, Kutzle                  | Kutzle                                       | 4:35     |  |
| 18.                         | «If I Lose Myself» (Alesso vs. OneRepublic) | Tedder, Blanco, Kutzle, Filkins | Blanco, Tedder, Kutzle, Alesso (remezclador) | 3:35     |  |

| Native — Relanzamiento Norteamericano (2014) |                                             |                                          |                                            |          |  |
| N.º                                          | Título                                      | Escritor(es)                             | Productor(s)                               | Duración |  |
| 1.                                           | «Counting Stars»                            | Tedder                                   | Tedder Zancanella                          | 4:17     |  |
| 2.                                           | «Love Runs Out»                             | Tedder Kutzle Brown Filkins Eddie Fisher | Tedder                                     | 3:44     |  |
| 3.                                           | «If I Lose Myself»                          | Tedder Blanco Kutzle Filkins             | Blanco Tedder Kutzle                       | 4:01     |  |
| 4.                                           | «Feel Again»                                | Tedder Kutzle Brown Zancanella           | Tedder Kutzle Zancanella Brown             | 3:05     |  |
| 5.                                           | «What You Wanted»                           | Tedder Kutzle                            | Tedder Kutzle                              | 4:01     |  |
| 6.                                           | «I Lived»                                   | Tedder Zancanella                        | Tedder Zancanella                          | 3:55     |  |
| 7.                                           | «Light It Up»                               | Tedder Kutzle                            | Tedder Kutzle                              | 4:10     |  |
| 8.                                           | «Can't Stop»                                | Tedder Bhasker Johnson                   | Bhasker Johnson Tedder Haynie              | 4:09     |  |
| 9.                                           | «Au Revoir»                                 | Tedder Kutzle                            | Kutzle                                     | 4:50     |  |
| 10.                                          | «Burning Bridges»                           | Tedder Kutzle                            | Zdar and Boombass Tedder Kutzle Zancanella | 4:17     |  |
| 11.                                          | «Something I Need»                          | Tedder Blanco                            | Blanco Tedder                              | 4:01     |  |
| 12.                                          | «Preacher»                                  | Tedder Kutzle                            | Tedder Kutzle                              | 4:08     |  |
| 13.                                          | «Don't Look Down»                           | Tedder Kutzle                            | Kutzle                                     | 1:39     |  |
| 14.                                          | «Life in Color»                             | Tedder Kutzle                            | Sprinkle Kutzle Tedder                     | 3:22     |  |
| 15.                                          | «If I Lose Myself» (Alesso vs. OneRepublic) | Tedder Blanco Kutzle Filkins             | Blanco Tedder Kutzle Alesso (remezclador)  | 3:34     |  |

| Edición Internacional C/Bonus Track |                                             |                              |                                           |          |  |
| N.º                                 | Título                                      | Escritor(es)                 | Productor(s)                              | Duración |  |
| 14.                                 | «Something's Gotta Give»                    | Tedder Zdar Boombass         | Cassius                                   | 4:51     |  |
| 15.                                 | «Life in Color»                             | Tedder Kutzle                | Aaron Sprinkle Kutzle Tedder              | 3:22     |  |
| 16.                                 | «If I Lose Myself» (Acoustic version)       | Tedder Blanco Kutzle Filkins | Kutzle                                    | 3:50     |  |
| 17.                                 | «What You Wanted» (Acoustic version)        | Tedder Kutzle                | Kutzle                                    | 3:23     |  |
| 18.                                 | «Burning Bridges» (Acoustic version)        | Tedder Kutzle                | Kutzle                                    | 4:35     |  |
| 19.                                 | «If I Lose Myself» (Alesso vs. OneRepublic) | Tedder Blanco Kutzle Filkins | Blanco Tedder Kutzle Alesso (remezclador) | 3:34     |  |

## Listas
| Lista (2013–15)                    | Mejor posición |
| ---------------------------------- | -------------- |
| Australia (ARIA)                   | 8              |
| Austria (Ö3 Austria)               | 5              |
| Bélgica (Ultratop flamenca)        | 39             |
| Bélgica (Ultratop valona)          | 42             |
| Canadá (Billboard Canadian Albums) | 12             |
| Países Bajos (Album Top 100)       | 24             |
| Francia (SNEP)                     | 52             |
| Alemania (Media Control Charts)    | 4              |
| Hungría (MAHASZ)                   | 18             |
| Irlanda (IRMA)                     | 15             |
| Italia (FIMI)                      | 31             |
| Nueva Zelanda (Recorded Music NZ)  | 12             |
| Noruega (VG-lista)                 | 22             |
| Polonia (ZPAV)                     | 26             |
| South African Albums (RISA)        | 20             |
| España (PROMUSICAE)                | 34             |
| Suecia (Sverigetopplistan)         | 16             |
| Suiza (Schweizer Hitparade)        | 4              |
| Reino Unido (UK Albums Chart)      | 9              |
| US Billboard 200                   | 4              |

| Lista (2013)                       | Posición |
| ---------------------------------- | -------- |
| Australian Albums Chart            | 38       |
| Swedish Albums (Sverigetopplistan) | 79       |
| Swiss Albums (Schweizer Hitparade) | 46       |
| UK Albums Chart                    | 114      |
| US Billboard 200                   | 88       |
| Lista (2014)                       | Posición |
| Australian Albums Chart            | 73       |
| Belgian Albums Chart (Flanders)    | 175      |
| Belgian Albums Chart (Wallonia)    | 156      |
| Canadian Albums Chart              | 40       |
| Mexican Albums Chart               | 60       |
| New Zealand Albums Chart           | 41       |
| US Billboard 200                   | 22       |
| US Billboard Digital Albums        | 14       |

## Certificaciones
| País | Certificación | Ventas    |
| --- | ------------- | --------- |
| Australia (ARIA) | Platino       | 70,000    |
| Austria (IFPI Austria) | Platino       | 15,000    |
| Brasil (ABPD) | Oro           | 20,000    |
| Canadá (Music Canada) | Platino       | 80,000    |
| Alemania (BVMI) | Oro           | 100,000   |
| México (AMPROFON) | Oro           | 30,000    |
| Polonia (ZPAV) | 3x Platino    | 60,000    |
| Suecia(Sverigetopplistan) | Platino       | 40,000    |
| Suiza (IFPI Switzerland) | Platino       | 30,000    |
| Reino Unido (BPI) | Platino       | 300,000   |
| Estados Unidos (RIAA) | Platino       | 1,002,000 |
| *cifras de ventas basadas únicamente en la certificación ^cifras de envíos basadas únicamente en la certificación xcifras no especificadas basadas únicamente en la certificación |               |           |

## Historial de lanzamiento
| Región         | Fecha                   | Formato                               | Discográfica                           |
| -------------- | ----------------------- | ------------------------------------- | -------------------------------------- |
| Austria        | 22 de abril de 2013     | CD, descarga digital                  | Mosley Music Group, Interscope Records |
| Alemania       | 22 de abril de 2013     | CD, descarga digital                  | Mosley Music Group, Interscope Records |
| Indonesia      | 22 de abril de 2013     | CD, descarga digital                  | Mosley Music Group, Interscope Records |
| Irlanda        | 22 de abril de 2013     | CD, descarga digital                  | Mosley Music Group, Interscope Records |
| Países Bajos   | 22 de abril de 2013     | CD, descarga digital                  | Mosley Music Group, Interscope Records |
| Noruega        | 22 de abril de 2013     | CD, descarga digital                  | Mosley Music Group, Interscope Records |
| Eslovenia      | 22 de abril de 2013     | CD, descarga digital                  | Mosley Music Group, Interscope Records |
| Suiza          | 22 de abril de 2013     | CD, descarga digital                  | Mosley Music Group, Interscope Records |
| Grecia         | 25 de abril de 2013     | CD, descarga digital                  | Mosley Music Group, Interscope Records |
| Hong Kong      | 25 de abril de 2013     | CD, descarga digital                  | Mosley Music Group, Interscope Records |
| Italia         | 25 de abril de 2013     | CD, descarga digital                  | Mosley Music Group, Interscope Records |
| Rusia          | 25 de abril de 2013     | CD, descarga digital                  | Mosley Music Group, Interscope Records |
| España         | 25 de abril de 2013     | CD, descarga digital                  | Mosley Music Group, Interscope Records |
| Reino Unido    | 25 de abril de 2013     | descarga digital, CD, CD De lujo      | Mosley Music Group, Interscope Records |
| Canadá         | 26 de abril de 2013     | CD, descarga digital, vinilo.         | Mosley Music Group, Interscope Records |
| Estados Unidos | 26 de abril de 2013     | CD, descarga digital, vinilo.         | Mosley Music Group, Interscope Records |
| Japón          | 27 de abril de 2013     | CD, descarga digital                  | Mosley Music Group, Interscope Records |
| Australia      | 26 de abril de 2013     | CD, descarga digital                  | Mosley Music Group, Interscope Records |
| Reino Unido    | 14 de octubre de 2013   | Reedición de CD, CD De lujo Reeditado | Mosley Music Group, Interscope Records |
| Reino Unido    | 16 de diciembre de 2013 | descarga digital de reedición         | Mosley Music Group, Interscope Records |
| China          | 28 de junio de 2013     | CD                                    | Universal Music Group                  |
| Estados Unidos | 14 de abril de 2013     | descarga digital de reedición         | Interscope Records                     |